# La Famille Bélier
La Famille Bélier is een Frans-Belgische filmkomedie uit 2014 onder regie van Éric Lartigau. De film ging in première op 7 november op het Festival international du film d'Arras.
La famille Bélier was de op een na succesrijkste film van 2014 in Frankrijk; enkel voorafgegaan door de komedie Qu'est-ce qu'on a fait au Bon Dieu?. Er is een Engelstalige remake gemaakt van deze film CODA (2021). 

## Verhaal
De familie Bélier heeft een boerderij. De zestienjarige Paula is de onmisbare tolk voor haar dove ouders en broer. Haar muziekleraar, Monsieur Tomasson, ontdekt haar muzikale gave en moedigt haar aan om te zingen. Daarna beslist Paula om deel te nemen aan een prestigieuze zangwedstrijd in Parijs voor de Maîtrise de Radio France; de koorschool van de Franse publieke omroep. Die beslissing betekent echter dat ze haar familie moet verlaten om haar eerste stappen op weg naar volwassenheid te zetten.

## Rolverdeling
| Acteur            | Personage         |
| ----------------- | ----------------- |
| Louane Emera      | Paula Bélier      |
| Karin Viard       | Gigi Bélier       |
| François Damiens  | Rodolphe Bélier   |
| Luca Gelberg      | Quentin Bélier    |
| Éric Elmosnino    | Fabien Thomasson  |
| Roxane Duran      | Mathilde          |
| Ilian Bergala     | Gabriel Chevignon |
| Stéphan Wojtowicz | Lapidus           |
| Bruno Gomila      | Rossigneux        |
| Mar Sodupe        | Mevr. Dos Santos  |
| Jérôme Kircher    | Dokter Pugeot     |
| Philippe Dusseau  | Juryvoorzitter    |
| Clémence Lassalas | Karène            |

## Filmmuziek
De soundtrack van de film bevat verscheidene nummers van Michel Sardou :
1. Thème Famille Bélier
2. La Maladie d'amour (in koor)
3. Je vole (Louane Emera)
4. Une Pépite dans le gosier
5. Paris
6. Je vais t'aimer (Louane Emera)
7. La Java de Broadway (in koor)
8. Romance
9. Paula
10. En chantant (Louane Emera)
11. France3 à la ferme
12. Une tradition juive
13. Les Adieux
14. En chantant (in koor)
15. That’s Not My Name (The Ting Tings)
16. Je vais t'aimer (Eric Elmosnino)

## Prijzen en nominaties
| jaar | prijs                | categorie                              | genomineerde(n)                              | uitslag     |
| ---- | -------------------- | -------------------------------------- | -------------------------------------------- | ----------- |
| 2014 | Sarlat Film Festival | Salamandre d'or                        | La Famille Bélier                            | Gewonnen    |
| 2015 | Prix Lumières        | Beste film                             | Beste film                                   | Genomineerd |
| 2015 | Prix Lumières        | Beste actrice                          | Karin Viard                                  | Gewonnen    |
| 2015 | Prix Lumières        | Meest beloftevolle actrice             | Louane Emera                                 | Gewonnen    |
| 2015 | Prix Lumières        | Beste scenario                         | Stanislas Carré de Malberg en Victoria Bedos | Genomineerd |
| 2015 | César                | Beste film                             | Beste film                                   | Genomineerd |
| 2015 | César                | Beste acteur                           | François Damiens                             | Genomineerd |
| 2015 | César                | Beste actrice                          | Karin Viard                                  | Genomineerd |
| 2015 | César                | Beste acteur in een bijrol             | Éric Elmosnino                               | Genomineerd |
| 2015 | César                | Beste jong vrouwelijk talent           | Louane Emera                                 | Gewonnen    |
| 2015 | César                | Beste origineel script                 | Victoria Bedos en Stanislas Carré de Malberg | Genomineerd |
| 2016 | Magritte du cinéma   | Beste buitenlandse film in coproductie | Beste buitenlandse film in coproductie       | Gewonnen    |
| 2016 | Magritte du cinéma   | Beste acteur                           | François Damiens                             | Genomineerd |